# Єсбол (Махамбетський район)
Єсбо́л (каз. Есбол) — село у складі Махамбетського району Атирауської області Казахстану. Входить до складу Єсбольського сільського округу.
У радянські часи село називалось Октябрське або Аул № 11.
Населення — 668 осіб (2021; 761 у 2009, 733 у 1999, 645 у 1989).